# ГЕС Zhíkǒng
ГЕС Zhíkǒng (直孔水电站) — гідроелектростанція на заході Китаю в провінції Тибет. Знаходячись після ГЕС Пангдуо, становить нижній ступінь каскаду на річці Лхаса, лівій притоці Ярлунг-Зангбо (верхня течія Брахмапутри). 
В межах проекту річку перекрили комбінованою греблею загальною довжиною 1422 метра, яка складається переважно із насипної ділянки довжиною 1331 метр, висотою 45 метрів та шириною по гребеню 6 метрів, а також прилягаючої до неї праворуч бетонної секції із водопропускними шлюзами довжиною 90 метрів та висотою 58 метрів. Гребля утримує водосховище з об’ємом 175 млн м3 (корисний об’єм 107 млн м3) та припустимим коливанням рівня поверхні під час операційної діяльності між позначками 3878 та 3888 метрів НРМ (під час повені рівень може зростати до 3889,4 метра НРМ, а об’єм – до 224 млн м3). 
Пригреблевий машинний зал обладнали чотирма турбінами типу Френсіс потужністю по 25 МВт, які використовують напір у 30 метрів та забезпечують виробництво 411 млн кВт-год електроенергії на рік.